# Honda XR

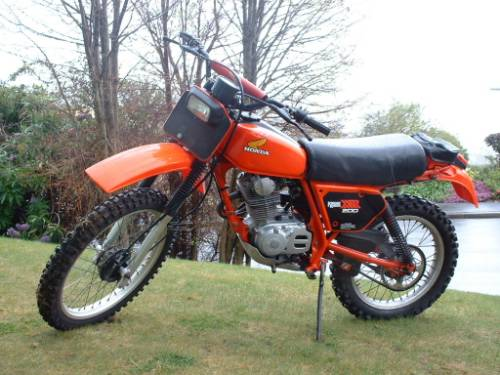
Honda XR 200 (1980)

De Honda XR-serie bestaat uit een reeks motoren van het type waarmee enduro wordt gereden, hoewel de exemplaren met een ietwat grotere cilinderinhoud, zijnde 600 tot 650 cc, ook vaak tot supermotard worden omgebouwd. De machines zijn voorzien van voor- en achterlicht hoewel richtingaanwijzers op de meeste exemplaren ontbreken. 
Zwakke punten van de XR zijn de 2e en de 3e versnelling. Ook het Bigend moet nog weleens gereviseerd worden.

## Motor
De modellen uit de XR-serie hebben een staande eencilinderviertaktmotor die de reputatie heeft zeer betrouwbaar te zijn. De cilinderinhoud varieert van 50 tot 650 cc, het vermogen gaat van 6,5 tot 60 pk. De volledige serie is luchtgekoeld, uitgezonderd de XR 650 R die vloeistofgekoeld is. De aandrijving gebeurt via de aandrijfketting.